# كولستان محمود
كولستان محمود (أو جولستان محمود)( 1 أغسطس 1991- العراق) هي رياضية عراقية تمارس ألعاب سباقات المضمار والميدان مشاركةً في مسابقات العدو السريع. تحمل العديد من الأرقام القياسية العراقية وساعدت بلدها في الحصول على أول ميدالية للسيدات في بطولة آسيا لألعاب القوى في عام 2011 ولكنها جُرِدت من هذه الميداليات.

## تاريخها الرياضى
سيراً على خطى دانا حسين عبد الرازق وآلاء جاسم، كان أول ظهور مميز لها في عام 2009 حينما فازت بالميداليتين الذهبيتين عن سباق 400 متر وسباق 4 × 400 متر تتابع في البطولة العربية لألعاب القوى، كما حصلت على المركز الثانى في سباق 200 متر.

مثلت جولستان بلدها في سباقى العدو السريع الفرديين في بطولة آسيا لألعاب القوى عام 2009. وفي دورة الألعاب الآسيوية داخل الصالات عام 2009، حققت رقمين قياسيين للعراق قدرهما 7.53 ثانية لسباق 60 متر (حصلت فيه على المركز السادس)، و53.75 ثانية لسباق 400 متر داخل الصالات والذي حصلت فيه على الميدالية الفضية بعد اللاعبة شين جينغوين. ثم ساعدت الفريق العراقى للسيدات في الحصول على الرقم القياسى العراقى الثالث في سباق 400 متر تتابع وقدره 3:59:01 دقيقة.

فازت جولستان بلقب سباقى 400 و800 متر في بطولة آسيا لألعاب القوى للناشئين عام 2010. كما وصلت لنصف نهائيات سباق 400 متر في بطولة العالم لألعاب القوى للناشئين عام 2010. وفي فريقٍ ضم كلُ من زيلان صلاح محمود ودانا حسين عبد الرازق وآلاء جاسم، استطاع الفريق أن يفوز في بطولة اتحاد غرب آسيا محققين رقماً قياسياً عراقياً جديداً في سباق التتابع قدره 3:43.60 دقيقة. شاركت جولستان في سباق 100 متر وسباق 400 متر تتابع في دورة الألعاب الآسيوية 2010، كما شاركت في تصفيات سباق 400 متر فردى.

تسليطًا للضوء على التقدم البطيء للرياضات النسائية في العراق، استطاعت كولستان برمية رمح قدرها 33.57 مترًا في لقاء محلي تسجيل رقمًا قياسيًاعراقياً جديداً.
في موسم عام 2011 كان أفضل رقم شخصى حققته، في سباق 100 متر في بطولة ألعاب القوى للناشئين، 12.02 ثانية. واختيرت للمنافسة في بطولة آسيا لألعاب القوى عام 2011: حيث حققت أفضل رقم شخصى في تصفيات سباق 200 متر وهو 24.25 ثانية ولكنها استبعدت في النهائيات.
بينما كانت أكثر حظاً في سباق 400 متر حيث استطاعت أن تنهى السباق في 52.8 ثانية محققةً رقماً قياسياً شخصياً وحازت على الميدالية الفضية بعد أولجا تشيرخوفا- كانت هذه أول ميدالية عراقية للسيدات في بطولات آسيا لألعاب القوى. ولاحقاً في هذه المسابقة ساهمت في مضاعفة هذا السجل إذ فاز الفريق العراقى بالميدالية البرونزية في سباق 400 متر تتابع محققين رقماً قياسياً عراقياً آخر قدره 3:49:91 دقيقة.

## استبعادها
على الرغم من ذلك فقد تم تجريدها من كلا الميداليتين الفردية والتتابع في بطولة آسيا لألعاب القوى عام 2011 حيث أظهرت العينات تعاطيها المنشطات الممنوعة ميثايل هيكسانامين (methylhexaneamie). وحرمت من اللعب لمدة سنة بسبب هذه المخالفة.

## ملخص إنجازاتها
| السنة       | المسابقة                           | المركز      | سباق            | الوقت       |
| تمثل العراق | تمثل العراق                        | تمثل العراق | تمثل العراق     | تمثل العراق |
| ----------- | ---------------------------------- | ----------- | --------------- | ----------- |
| 2009        | البطولة العربية لألعاب القوى       | الأول       | 400 متر         |             |
| 2009        | البطولة العربية لألعاب القوى       | الأول       | 4*400 متر تتابع |             |
| 2009        | البطولة العربية لألعاب القوى       | الثانى      | 200 متر         |             |
| 2009        | دورة الألعاب الآسيوية داخل الصالات | السادس      | 60 متر          | 7.53 ث      |
| 2009        | دورة الألعاب الآسيوية داخل الصالات | الثانى      | 400 م           | 53.75 ث     |
| 2009        | دورة الألعاب الآسيوية داخل الصالات |             | 400 متر تتابع   | 3:59:01 ق   |
| 2011        | ألعاب القوى للناشئين               |             | 100 متر         | 12.02 ث     |
| 2011        | بطولة آسيا لألعاب القوى            |             | 200 متر         | 24.25 ث     |
| 2011        | بطولة آسيا لألعاب القوى            | مستبعدة     | 400 متر         | 52.8 ث      |
| 2011        | بطولة آسيا لألعاب القوى            | مستبعدة     | 400 متر تتابع   | 3:49:91 ق   |

## وصلات خارجية
- كولستان محمود على موقع الاتحاد الدولي لألعاب القوى (الإنجليزية)

- السجل الرياضى لكولستان محمود على موقع الاتحاد الدولي لألعاب القوى.